# 베르나데트의 노래
《베르나데트의 노래》(영어: The Song of Bernadette)는 1943년 개봉한 미국의 드라마 영화이다. 헨리 킹이 감독을 맡았으며, 프란츠 베르펠의 동명 소설이 영화의 원작이다. 제16회 아카데미 여우주연상·촬영상·미술상·음악상 수상작이며, 제1회 골든 글로브상 극부문 작품상·감독상·여우주연상 수상작이다.

## 출연

### 주연
- 제니퍼 존스
- 윌리엄 에이스

### 조연
- 찰스 빅포드
- 빈센트 프라이스
- 리J.콥
- 글래디스 쿠퍼

## 기타
- 원작자: 프랜즈 워펠
- 의상: 린 허버트

## 같이 보기
- 루르드의 성모